# 叶澤清介
叶沢 清介（かのうざわ せいすけ、1906年12月12日 - 2000年6月26日）は、福島県出身の図書館員。第3代県立長野図書館長（1949年-1965年）。

## 経歴
1929年（昭和4年）に文部省図書館講習所を卒業し、同年に県立長野図書館の司書となる。乙部泉三郎のもとで開館の準備にあたり、県立長野図書館は同年9月に開館している。1934年（昭和9年）には栃木県教育会図書館の司書となり、1935年（昭和10年）の新館の開館準備にあたったが、新館の開館3か月前に日本赤十字社図書館の主任となっている。1938年（昭和13年）には日本大学高等師範部国語漢文科を卒業している。1942年（昭和17年）には内閣技術院科学資料課参技官となった。
太平洋戦争後には内閣技術院が解体され、文部省科学教育局科学資料調査課科学教育調査班の班長となった。1947年（昭和22年）には文部省迷信調査協議会の幹事となり、1949年からの信州大学厚生課長を経て、同年に乙部泉三郎の後任として第3代県立長野図書館長に就任した。1950年（昭和25年）からはPTA母親文庫を推進し、PTA母親文庫は1961年（昭和36年）に利用者数がピークに達した。1961年に日本図書館協会理事となり、1966年（昭和41年）には日本図書館協会事務局長となった。日本図書館協会顧問、日本出版協会理事なども歴任している。
2000年6月26日、多発性脳梗塞のため死去。

## 著書
- 『読書運動』日本図書館協会、1974年
- 『図書館、そしてPTA母親文庫』日本図書館協会、1990年